# Saint-Martin-de-Sallen
Saint-Martin-de-Sallen è un ex comune francese di 593 abitanti situato nel dipartimento del Calvados nella regione della Normandia. Dal 1º gennaio 2016 è stato accorpato ai comuni di  Caumont-sur-Orne, Curcy-sur-Orne, Hamars e Thury-Harcourt per formare il comune di Le Hom, del quale costituisce comune delegato.

## Società

### Evoluzione demografica
Abitanti censiti